# 新德魯伊信仰

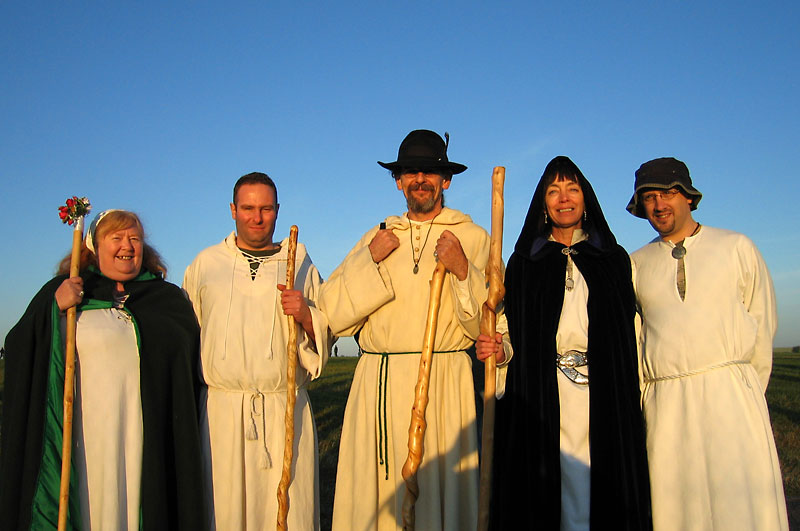
現代德魯伊。

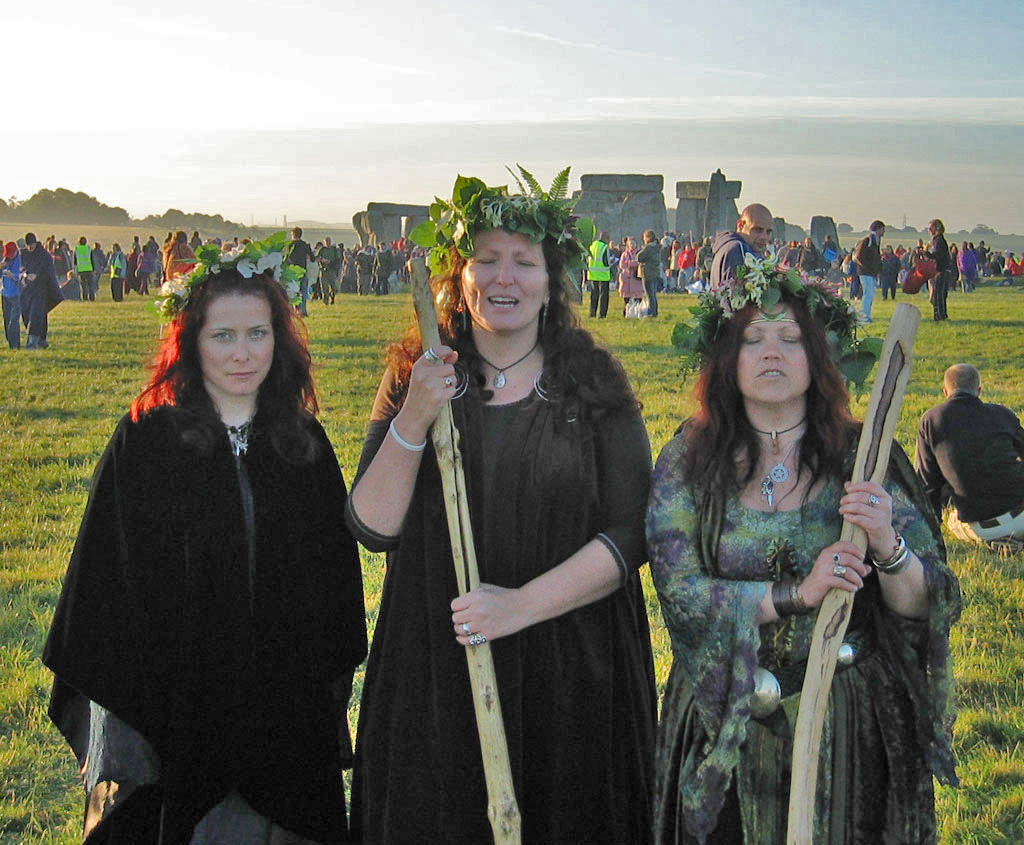
三位女性新德魯伊信仰者。

新德魯伊信仰（英語：Neo-druidism或neo-druidry）是指一種現代信仰型態，主張與大自然和諧共處，可追溯至17、18與19世紀的浪漫主義運動。最早的新德魯伊信仰，是基於許多關於石器時代塞爾特文化的錯誤歷史記載，與真正的古代塞爾特文化沒有直接關係。
較近代的新德魯伊團體，是採取了類似於塞爾特重建主義異教運動（Celtic Reconstructionist Paganism）的方式，建立出與史實更為貼近的行動。到目前為止，對於新德魯伊信仰與史實的相近程度仍有爭議。
2010年9月，英格蘭與威爾斯慈善委員會（英國的獨立部會，直接向國會與政府大臣負責）正式承認德魯伊信仰為一種合法的宗教信仰，並允許與其他慈善宗教團體同樣享有稅負減免等優惠。
現代德魯伊另有一支從古流傳至今，經過1839年斯蓋（sky）改革自稱自然協會。

## 延伸閱讀
- Bonewits（英语：Isaac Bonewits）, Isaac. . Citadel Press. 2006. ISBN 0-8065-2710-2.
- Carr-Gomm, Philip. . Granta. 2006. ISBN 1-86207-864-5.
- Carr-Gomm, Philip. . Rider. 2002. ISBN 0-7126-6110-7.
- Carr-Gomm, Philip. . Element Books. 2003. ISBN 0-00-715665-0.
- Hutton（英语：Ronald Hutton）, Ronald. . Hambledon Continuum. 2007. ISBN 978-1-85285-533-8.
- Hutton（英语：Ronald Hutton）, Ronald. . Hambledon Continuum. 2005. ISBN 1-85285-466-9. - see essay The New Druidry.
- Nichols, Ross（英语：Ross Nichols）; Carr-Gomm, Philip. . Harper Collins. 1996. ISBN 1-85538-167-2.
- Worthington, Andy. . Alternative Albion. 2004. ISBN 1-872883-76-1. - contains chapters on modern druidry.

## 外部連結
- ADF - Ár nDraíocht Féin: A Druid Fellowship （页面存档备份，存于）
- OBOD - The Order of Bards, Ovates and Druids （页面存档备份，存于）
- Celtic Faith of Greater Ireland （页面存档备份，存于） (in French)
- The Irish College of Druids
- Caer Clud